# Dicranomyia (Dicranomyia) cramptoniana
Dicranomyia (Dicranomyia) cramptoniana is een tweevleugelige uit de familie steltmuggen (Limoniidae). De soort komt voor in het Nearctisch gebied.